# Kuhwinkel (Naturschutzgebiet)
Das Naturschutzgebiet Kuhwinkel liegt im Landkreis Prignitz in Brandenburg. Es erstreckt sich südöstlich von Laaslich, einem Ortsteil der Gemeinde Karstädt, und nordwestlich von Dergenthin, einem Ortsteil der Stadt Perleberg. Am nördlichen Rand des Gebietes verläuft die Landesstraße L 12, südlich erstreckt sich das 4,12 ha große Naturschutzgebiet Kranichteich.

## Bedeutung
Das rund 55,6 ha große Gebiet mit der Kennung 1053 wurde mit Verordnung vom 1. Juni 1972 unter Naturschutz gestellt.